# Religião na Dinamarca
Religiões na Dinamarca (2012)
De todas as religiões na Dinamarca, a mais proeminente é o cristianismo na forma da Igreja Evangélica Luterana da Dinamarca, que é a religião do Estado. No entanto, praticantes das mais diversas religiões podem ser encontrados entre a população. A segunda maior fé é o islamismo, devido à imigração iniciada na década 1980. Em geral, porém, os dinamarqueses são seculares, e a  frequência à igreja é geralmente baixa.

## Religiosidade

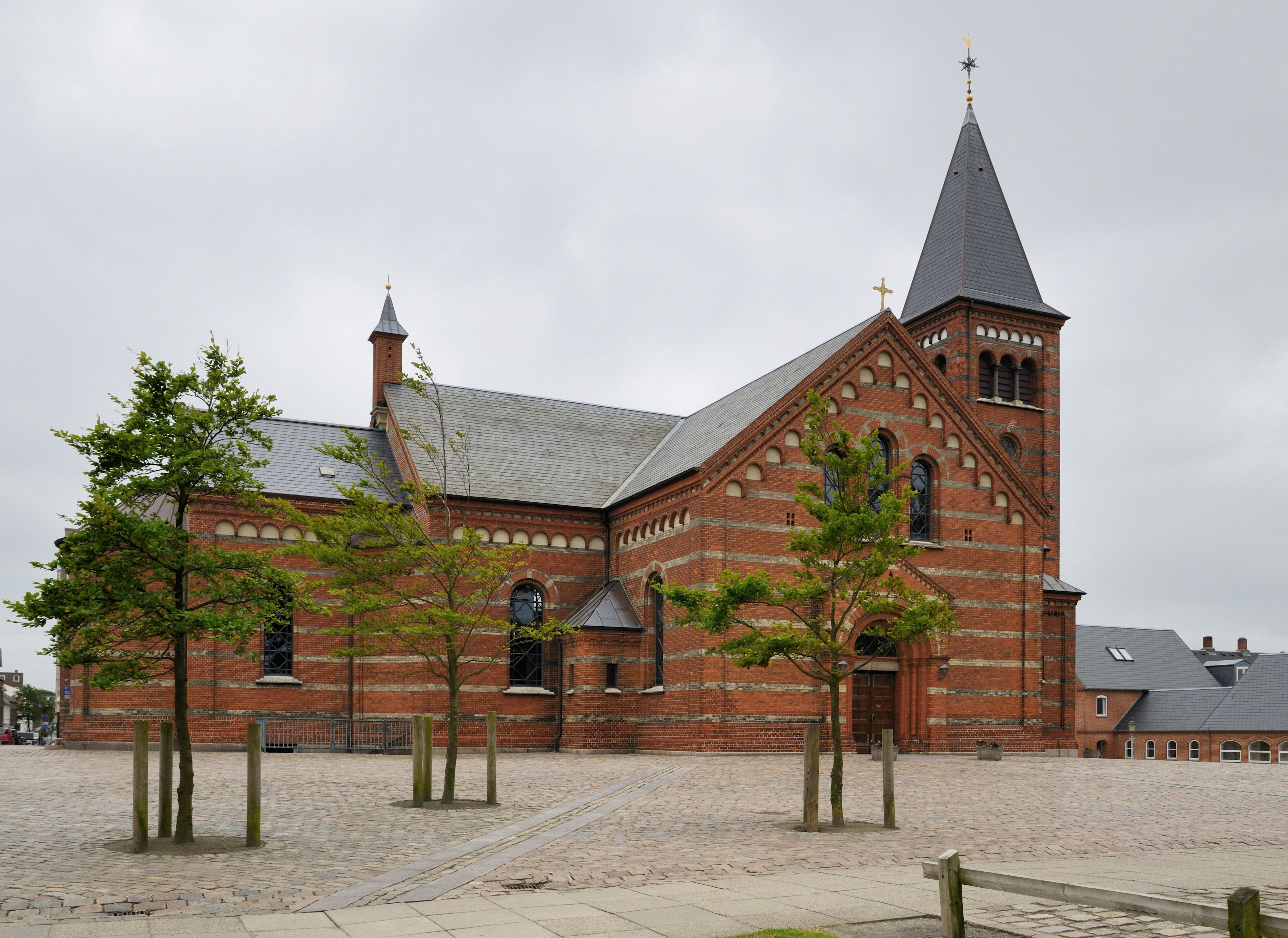
Vor Frelsers Kirke, Esbjerg, Jutlândia.

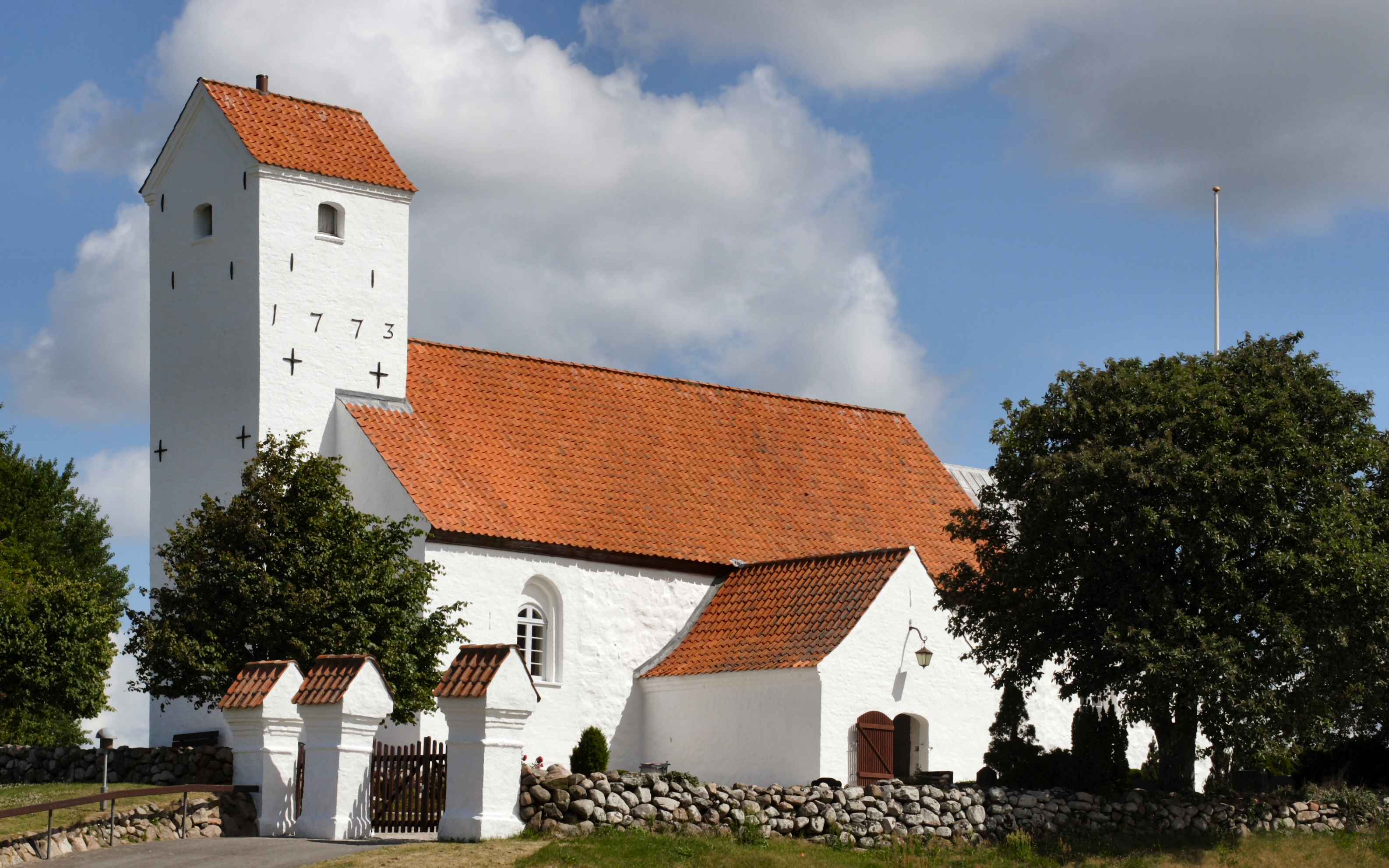
A paróquia Helgenæs Kirke.

De acordo com a pesquisa mais recente do Eurobarômetro de 2010, 47% dos dinamarqueses responderam que "acreditam que existe um Deus", 28% responderam que "acreditam que existe algum tipo de espírito ou força vital", e 24% responderam que "não acreditam que haja qualquer tipo de espírito, Deus ou força vital". Outra pesquisa, realizada em 2008, constatou que 25% dos dinamarqueses acreditam que Jesus é o filho de Deus, e 18% acreditam que ele é o Salvador do mundo.
O Natal é considerado o feriado religioso mais famoso da Dinamarca, estima-se que mais de um terço da população frequenta a igreja na véspera de Natal.

## Comunidades religiosas

### Luteranismo
De acordo com estatísticas oficiais de janeiro de 2013, 79,1% da população da Dinamarca são membros da Igreja da Dinamarca (em dinamarquês: Den Danske folkekirke), que é de confissão luterana e protestante, e a religião do Estado, estabelecida pela Constituição. Esta é uma queda de 0,7% em relação ao ano anterior e 1,3% inferior em relação aos dois anos anteriores. No entanto, semelhante ao resto da Escandinávia, noroeste da Europa e Grã-Bretanha, apenas uma pequena minoria (menos de 10% do total) frequenta igrejas para os serviços de domingo. E o número de pessoas que abandonam a Igreja tem vindo a aumentar. Em 2012, 21.118 dinamarqueses deixaram a Igreja, um aumento de 55% em comparação a 2011.
Outros grupos protestantes
Uma pequena comunidade batista existe desde a década de 1840 , e é representada pela União Batista da Dinamarca. A União alegou 55 igrejas e 5.412 congregados em 2011.
Os calvinistas são representados por quatro igrejas unidas no Sínodo Reformado da Dinamarca . Estes são congregações principalmente étnicas, incluindo duas igrejas huguenote e uma igreja reformada alemã, fundada nos séculos XVII e XVIII, bem como a Igreja Reformada coreana fundada em 1989 . A igreja reformada alemã também inclui alguns membros suíços, húngaros, holandeses e norte-americanos, assim como os dinamarqueses.

### Catolicismo

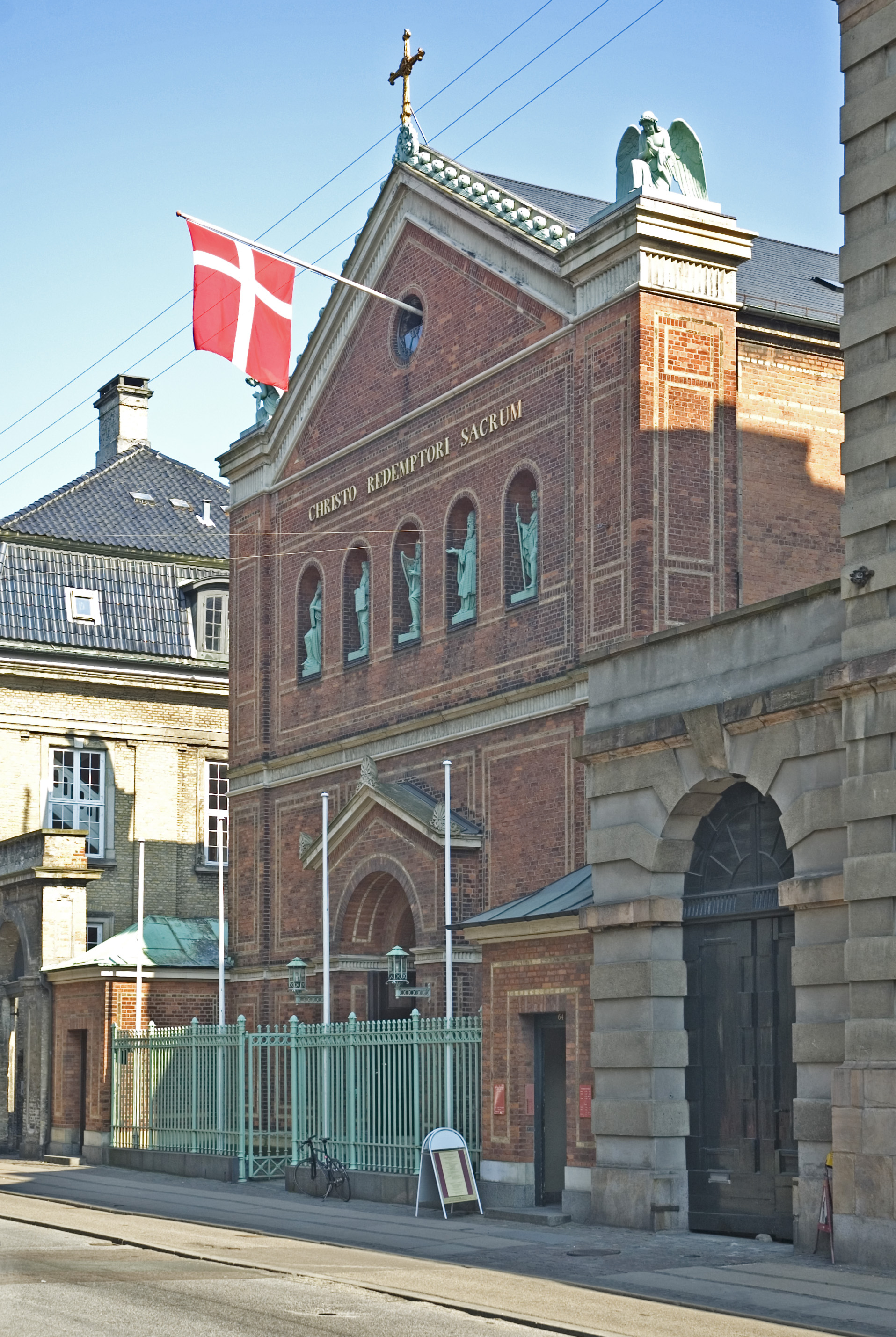
Catedral de Santo Ansgário, Copenhague.

Após o cisma da Igreja da Dinamarca a partir da Igreja Católica em 1536 , o catolicismo romano permaneceu ilegal no país por mais de três séculos. A Igreja foi capaz de restabelecer-se após a Constituição de 1849 concedeu a liberdade religiosa do Reino. Atualmente, o país é atendido pela Diocese de Copenhague, com 48 paróquias na Dinamarca propriamente dita e mais duas nas Ilhas Feroé e na Groenlândia. Existem cerca de 100.000 católicos na Dinamarca, apesar de quase um terço ser de origem estrangeira ou nascidos de pais estrangeiros. Os dinamarqueses étnicos, entretanto, ainda são o maior grupo que participa das atividades religiosas.
Mormonismo

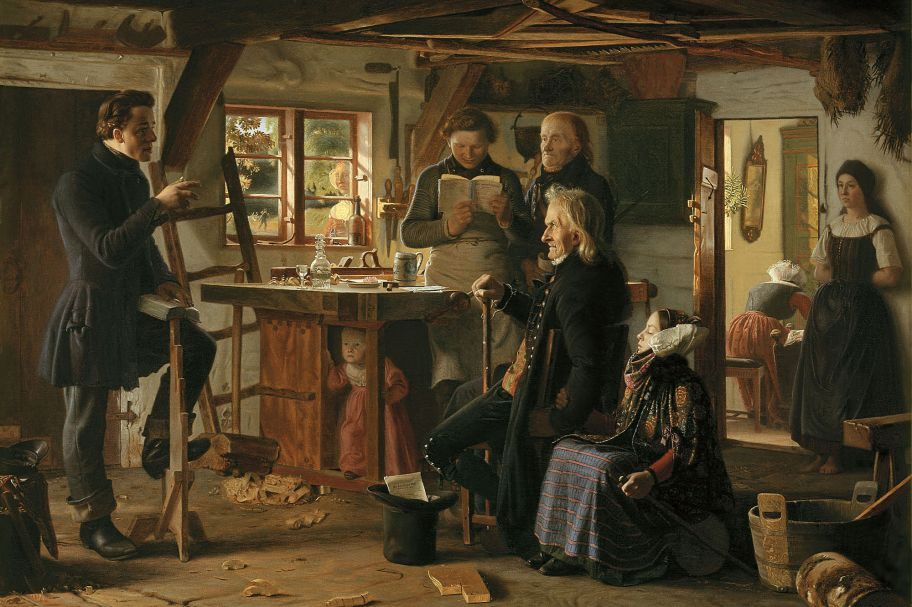
"Mórmons visitam um carpinteiro do país" (1856) de Christen Dalsgaard, mostrando os primeiros missionários que chegaram ao país.

A Igreja de Jesus Cristo dos Santos dos Últimos Dias, mais conhecida como Igreja Mórmon, tem enviado de missionários para a Dinamarca desde 14 de junho de 1850, a maioria dos primeiros convertidos emigraram para os Estados Unidos. Existem atualmente mais de 4500 mórmons no país. Há também um templo mórmon localizado em Copenhague, conhecido como Templo de Copenhague.
Judaísmo
A comunidade judaica tem estado presente na Dinamarca desde o século XVII, quando os monarcas começaram a permitir que os judeus a entrarem no país e praticar sua religião em uma base individual. A emancipação foi-se seguindo de forma gradual e até o final do século XIX, a maioria dos judeus já haviam sido totalmente assimilados pela sociedade dinamarquesa. Nas primeiras décadas do século XX, houve um afluxo mais secular, dos iídiches, de cultura similar à do leste europeu. Cerca de 99% dos judeus dinamarqueses sobreviveram ao Holocausto, graças às ações do Movimento de Resistência Dinamarquesa.
Hoje existem aproximadamente cerca de 10.000 judeus étnicos na Dinamarca , e três sinagogas, localizadas em Copenhague.
Islã

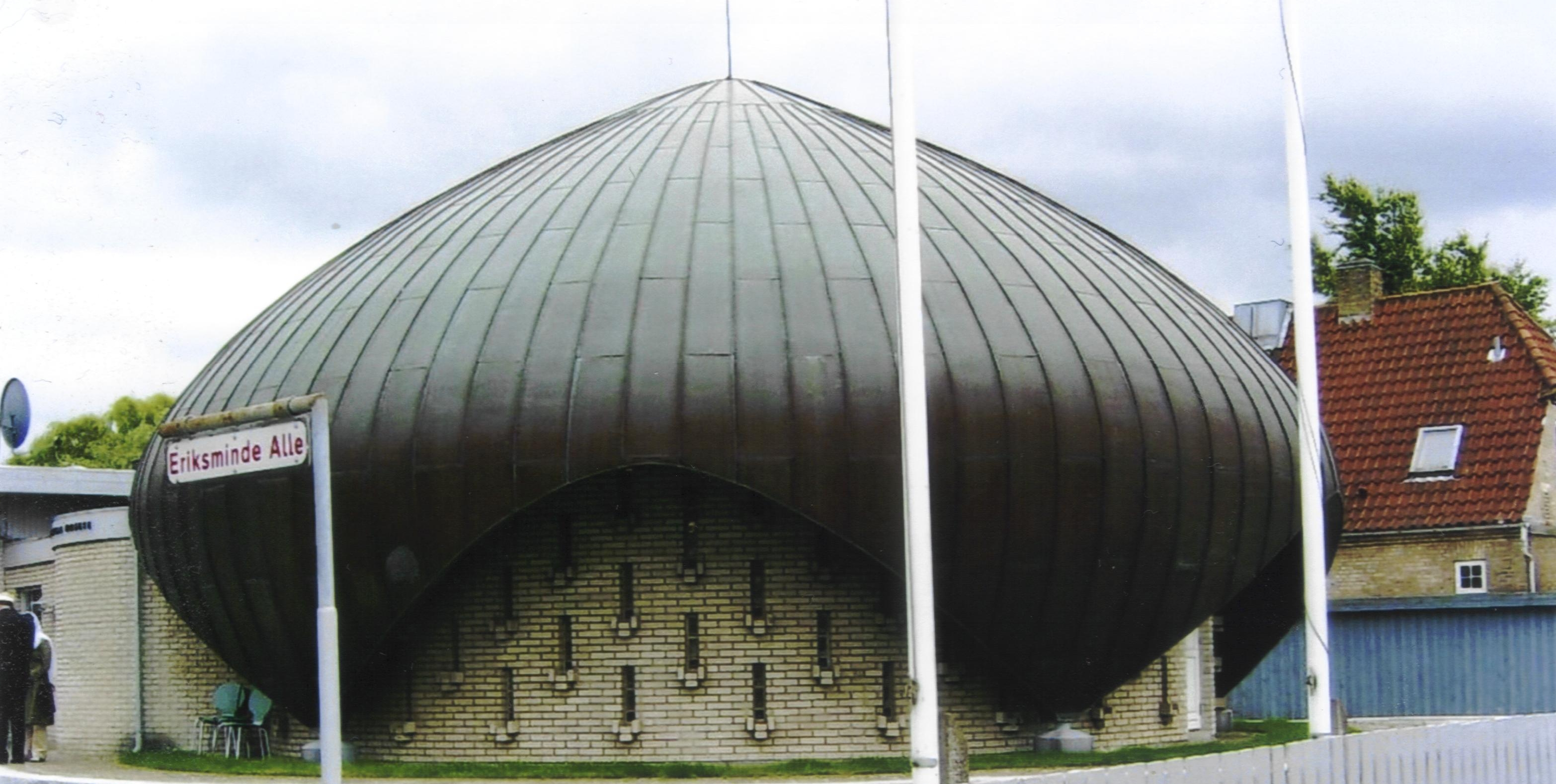
Mesquita da Comunidade Muçulmana de Ahmadiyya in Hvidovre, Copenhague. A única desse ramo, e até agora a única proposta de construção no país.

Os muçulmanos representam cerca de 3% da população e formam a segunda maior comunidade religiosa do país e maior religião minoritária. Até 2009 havia dezenove comunidades muçulmanas reconhecidas. De acordo com uma visão geral de várias religiões e denominações por parte do Ministério das Relações Exteriores, outros grupos religiosos correspondem de 1% a 2% das outras religiões na Dinamarca.
Fé bahá'í
A Fé bahá'í chegou na Dinamarca em 1925, mas não teve muito impacto até a chegada de pioneiros americanos em 1946. A Assembleia Espiritual Nacional foi formada em 1962. Em 2005, estimava-se haver cerca de 1.251 bahá'ís no país.
Budismo
O Budismo na Dinamarca foi trazido de volta a partir de expedições que exploravam o subcontinente indiano. O interesse inicial era principalmente de intelectuais, autores, budologistas e filólogos. Em 1921, Christian F. Melbye fundou a primeira sociedade budista na Dinamarca, mas que foi dissolvida em 1950. Novamente nos anos 1950, houve um ressurgimento do interesse pelo budismo, especialmente o budismo tibetano e Hannah Nydahl e Ole Nydahl , fundou os primeiros centros Karma Kagyu de Copenhague. A terceira onda do budismo veio na década de 1980, quando refugiados do Vietnã, Sri Lanca e China foram para a Dinamarca.
Em 2009,Universidade de Aarhus estimou que havia 20 mil praticantes do budismo na Dinamarca.
Neopaganismo
Um grupo religioso neopagão, o Forn Siðr, descreve-se como um renascimento do paganismo nórdico, que era a religião prevalente na Dinamarca antes da cristianização. O grupo ganhou reconhecimento do Estado em novembro de 2003. Além disso, existem cerca de 500 pagãos registrados (0,01 % da população), pertencentes às antigas crenças nórdicas.
Religião e política
Com exceção do Ministro das Relações Eclesiásticas , os políticos geralmente não são encontrado usando a argumentação religiosa, especialmente os ministros do governo. Os Partido Cristão Democrata é o único grande partido político que usa regularmente retórica religiosa e argumentos, e eles não são representados no Parlamento desde 2001 , já que não tiveram adquirido o necessário de 2% dos votos.

### Constituição dinamarquesa
A Constituição da Dinamarca contém um número de seções relacionadas à religião.
- Estabelece a Igreja Evangélica Luterana da Dinamarca como religião do estado.
- Exige que o monarca dinamarquês seja um membro da igreja do Estado.
- Garante a liberdade de culto.
- Afirma que ninguém é obrigado a contribuir pessoalmente a qualquer forma de religião diferente da sua. Como subsídios estatais não são consideradas contribuições pessoais,[32] a Igreja da Dinamarca recebe subsídios - de acordo com o §4 - além do imposto de igreja pagos pelos membros da igreja . A Igreja da Dinamarca é o único grupo religioso a receber apoio financeiro direto do Estado. Outros grupos religiosos podem receber apoio indireto através de deduções fiscais sobre as contribuições.[33]
- Garante a liberdade religiosa, pela garantia dos direitos civis e políticos não pode ser revogada devido a raça ou crenças religiosas. Afirma também que motivos de raça ou crenças religiosas não podem ser usados para se isentar ninguém de direitos civis.
- Garante que ninguém pode ser preso devido às suas crenças religiosas.